# Saison 1989-1990 du SC Abbeville Côte Picarde
Maillots
Chronologie
Saison précédente
La saison 1989-1990 du SC Abbeville Côte Picarde est la dixième saison de ce club de football samarien en deuxième division du championnat de France, après son maintien l'année précédente. C'est aussi la quatrième du club sous statut professionnel.
Patrick Gonfalone entraîne le club lors de cette saison. Il est entraîneur du club depuis mars 1987 et le limogeage de Georges Eo.
Miné par des problèmes financiers depuis la fin de saison 1987-1988, le club abbevillois dépose le bilan le 11 mai 1990, date de liquidation judiciaire officialisée par le tribunal d'Abbeville. De ce fait, le club ne repart pas en Division 3 sur le plan sportif mais en Division Honneur de la Ligue de Picardie, à la place de son équipe réserve.

## Avant-saison

### Transferts

#### Mercato d'été
| Joueur                 | P. | Club                     | Transfert      |
| ---------------------- | -- | ------------------------ | -------------- |
| Arrivées               |    |                          |                |
| Habib Baït             | A  | Amiens SC (D4)           | Libre          |
| Olivier Brochard       | D  | Amiens SC (D4)           | Libre          |
| Frédéric Cissokho      | D  | FC Rouen (D2)            | Libre          |
| Jean-Jacques Etamé     | A  | FC Brest Armorique (D2)  | Libre          |
| Bruno Ferry            | G  | SAS Épinal (D3)          | Libre          |
| Philippe Flucklinger   | G  | RC Strasbourg (D1)       | Libre          |
| Michel Goba            | A  | USL Dunkerque (D2)       | Libre          |
| Youssef Haraouï        | M  | Paris Saint-Germain (D1) | Prêt           |
| Olivier Martinez       | M  | Paris Saint-Germain (D1) | Prêt           |
| Franck Urbaniak        | G  | ES Arques (D3)           | Retour de prêt |
| Franck Vandecasteele   | A  | Paris Saint-Germain (D1) | Prêt           |
| Christian Zajaczkowski | M  | Paris Saint-Germain (D1) | Prêt           |
| Patrice Zéré           | D  | RC Lens (D1)             | Prêt           |

| Joueur            | P. | Club                       | Transfert      |
| ----------------- | -- | -------------------------- | -------------- |
| Départs           |    |                            |                |
| Bernard Aujoulat  | M  | AS Beauvais Oise (D2)      | Fin de contrat |
| Jacques Canosi    | D  | RC Lens (D2)               | Fin de contrat |
| Alberto Couto     | M  | SC Flixecourt (PID)        | Fin de contrat |
| Pascal Drieu      | M  | US Créteil-Lusitanos (D2)  | Fin de contrat |
| Marc Eschbach     | D  | US Le Mans (D3)            | Fin de contrat |
| Christian Fischer | M  | ?                          | Fin de contrat |
| Alain Garraud     | D  | US Valenciennes-Anzin (D2) | Fin de contrat |
| Hans Henriksen    | D  | AS Angoulême (D3)          | Fin de contrat |
| Philippe Levève   | A  | CF Dijon (D2)              | Fin de contrat |
| Franck Urbaniak   | G  | AS Roanne (D3)             | Fin de contrat |
| Fabrice Winieski  | A  | ?                          | Fin de contrat |

#### Dépôt de bilan (11 mai 1990)
| Joueur          | P. | Club                        | Transfert |
| --------------- | -- | --------------------------- | --------- |
| Arrivées        |    |                             |           |
| Franck Urbaniak | G  | AS Roanne (D3)              | Libre     |
| David Tueur     | M  | SEP Blangy-sur-Bresle (PID) | Libre     |

| Joueur                 | P.    | Club                          | Transfert      |
| ---------------------- | ----- | ----------------------------- | -------------- |
| Départs                |       |                               |                |
| Habib Baït             | A     | Stade quimpérois (D3)         | Fin de contrat |
| Olivier Brochard       | D     | Chamois Niortais FC (D2)      | Fin de contrat |
| Frédéric Cissokho      | D     | ES Wasquehal (D3)             | Fin de contrat |
| Jean-Marc Droesch      | A     | SAS Épinal (D2)               | Fin de contrat |
| Jean-Jacques Etamé     | A     | SM Caen (D1)                  | Fin de contrat |
| Malick Fall            | A     | Angers SCO (D2)               | Fin de contrat |
| Bruno Ferry            | G     | SAS Épinal (D2)               | Fin de contrat |
| Philippe Flucklinger   | G     | Montpellier HSC (D1)          | Fin de contrat |
| Camille Geffriaud      | D     | US Melun (D3)                 | Fin de contrat |
| Tony Giannetta         | M     | CS Château-Thierry (D4)       | Fin de contrat |
| Michel Goba            | A     | US Tourcoing (D4)             | Fin de contrat |
| Patrick Gonfalone      | Entr. | ES Viry-Châtillon (D4)        | Fin de contrat |
| Hervé Hagard           | M     | AS Beauvais Oise (D2)         | Fin de contrat |
| Youssef Haraouï        | M     | Paris Saint-Germain (D1)      | Fin de prêt    |
| Didier Heyman          | D     | La Roche Vendée Football (D2) | Fin de contrat |
| Stéphane Huray         | M     | ES Viry-Châtillon (D4)        | Fin de contrat |
| Christophe Leroy       | D     | Amiens SC (D3)                | Fin de contrat |
| Colbert Marlot         | A     | Chamois Niortais FC (D2)      | Fin de contrat |
| Olivier Martinez       | M     | Paris Saint-Germain (D1)      | Fin de prêt    |
| Giuseppe Montibeller   | A     | Olympique Charleville (D3)    | Fin de contrat |
| Éric Pégorer           | G     | ASOA Valence (D3)             | Fin de contrat |
| Franck Vandecasteele   | A     | Paris Saint-Germain (D1)      | Fin de prêt    |
| Christian Zajaczkowski | M     | Stade de Vallauris (D3)       | Fin de contrat |
| Patrice Zéré           | D     | RC Lens (D2)                  | Fin de prêt    |

## Matchs officiels de la saison
Le tableau ci-dessous retrace dans l'ordre chronologique les 36 rencontres officielles jouées par le SC Abbeville durant la saison. Le club abbevillois a participé aux 34 journées du championnat ainsi qu'à deux tours de Coupe de France.
À la fin la saison, Abbeville a remporté 10 matchs, en a perdu 17 et a fait 9 matchs nuls.

## Affluences
Affluence du SC Abbeville à domicile

## Équipe réserve
L'équipe réserve du SC Abbeville sert de tremplin vers le groupe professionnel pour les jeunes du centre de formation mais permet également à certains joueurs non alignés avec l'équipe professionnelle d'avoir du temps de jeu. L'équipe réserve est également utilisée fréquemment par des professionnels en phase de reprise à la suite d'une blessure. Pour cette saison, l'équipe B d'Abbeville évolue en Division 4.